# 山王祭 (千代田区)
山王祭（さんのうまつり）は、 東京都千代田区にある日枝神社で開催される祭り。正式名称は「日枝神社大祭」。神田祭とともに天下祭の一つとされ、これに深川祭を加え江戸三大祭の一つともされている。現在隔年の6月中旬を中心に本祭が行われるが、明治以前は旧暦の6月15日に行われていた。

## 歴史

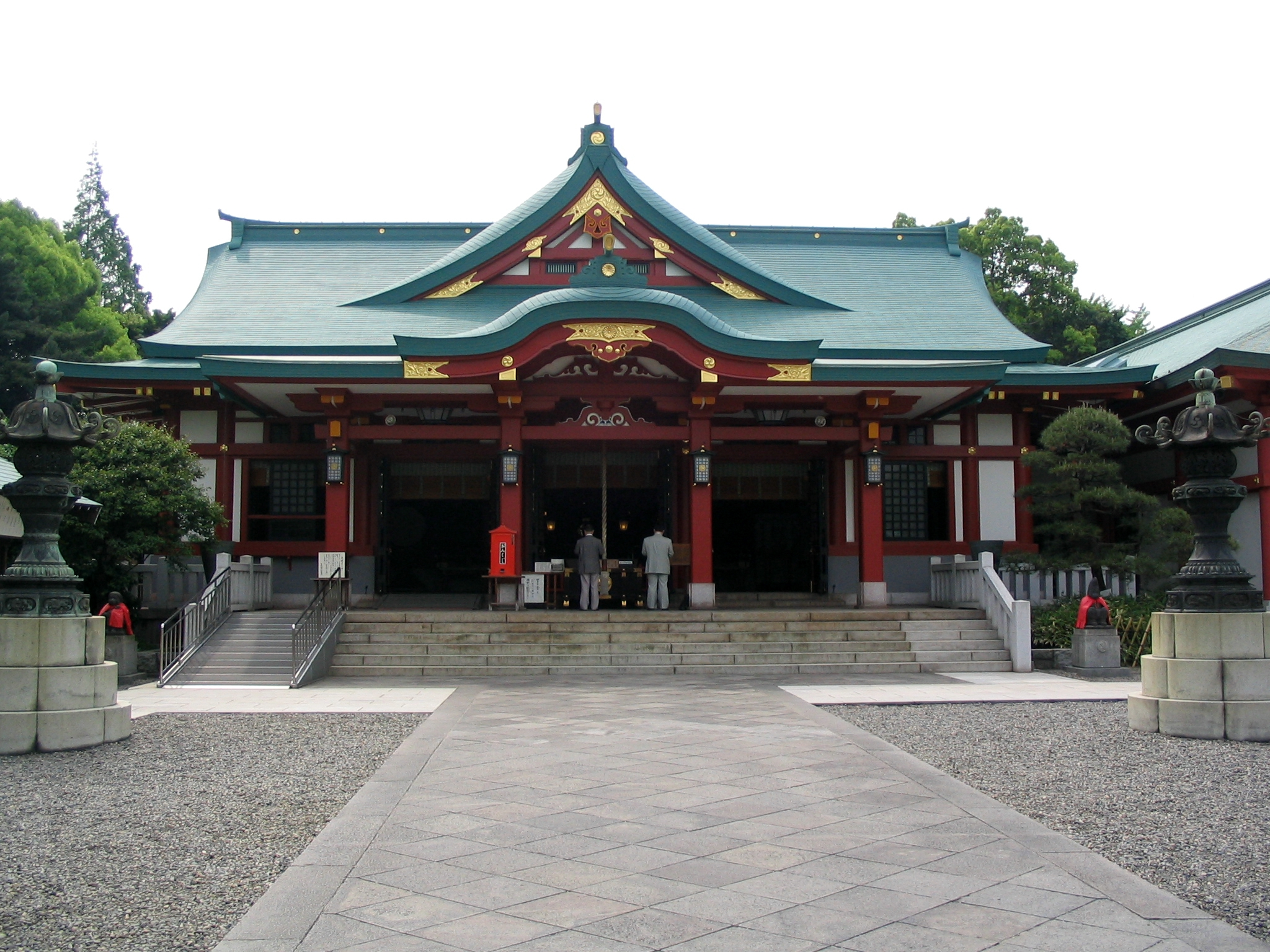
日枝神社拝殿

日枝神社は既に南北朝時代には存在したともいわれているが、太田道灌によって江戸城内に移築され、更に江戸幕府成立後に再び城外に移されたといわれている。とはいえ、同社が江戸城及び徳川将軍家の産土神と考えられるようになり、その祭礼にも保護が加えられるようになった。
元和元年（1615年）には祭の山車や神輿が江戸城内に入る事が許され、将軍の上覧を許されるようになった（寛永12年〈1635年〉とする異説もある）。また祭礼は本来毎年行われていたが、天和元年（1681年）以後には神田明神の神田祭と交互に子・寅・辰・午・申・戌年の隔年で行われる事になった。これは各氏子町が全て自前で祭礼の諸費用を賄わなければならず、また当時日枝神社の氏子町の中には神田明神の氏子を兼ね神田祭にも参加していた町があり、年に二度の出費となったので、各町への費用軽減の意味があったといわれる。
江戸の町の守護神であった神田明神に対して、日枝神社は江戸城そのものの守護を司ったために、幕府の保護が手厚く、祭礼の際には将軍の名代が派遣されたり、祭祀に必要な調度品の費用や人員が幕府から出される（助成金の交付・大名旗本の動員）一方で、行列の集合から経路、解散までの順序が厳しく定められていた。それでも最盛期の文化・文政期には神輿3基、山車60本という大行列となった。また後には祇園会と混同され、江戸を代表する夏祭りとしても扱われるようになった。
そんな山王祭も天保の改革の倹約令の対象となって以後衰微し、文久2年（1862年）の祭を最後に将軍（家茂・慶喜）が上方に滞在し続けたまま江戸幕府は滅亡を迎えたために天下祭としての意義を失った。また明治22年（1889年）を最後に、山車が山王祭に引き出されることは無くなった。東京市電の架線敷設により背の高い山車の運行が出来なくなったからといわれるが、引き回すのに多額の費用を要する山車が、各町において次第に経済的な負担になったことによるともいう。更に東京大空襲によって神社が焼失し、昭和27年（1952年）まで中断されるなど、苦難の道を歩む事になりながらも今日まで継続されている。

## 祭礼の内容
大祭は神田祭と交互で毎年西暦偶数年に行われる。内容は神田祭と類似する。

### 夏越稚児まつり
毎年行われる。大祭の年は期間中の日曜日に行われる。稚児行列が神職や巫女に付き添われ神社の周囲を練り歩く。

## 江戸時代の山王祭

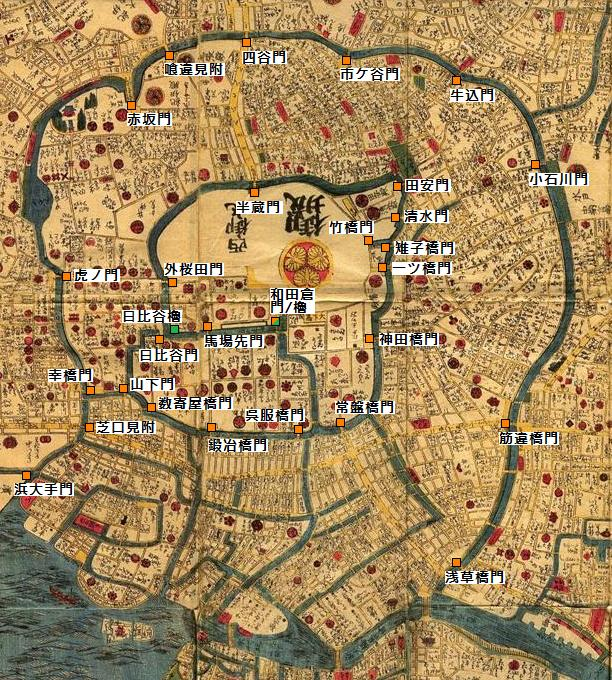
江戸城外郭図。

山王祭の宵宮は6月14日の午の刻（昼の12時）から始まった。社前で別当社僧の読経が行われ、続いて神主の祝詞奏上と神楽の演奏が行われた。その後に街中で山車と練り物が練り歩いた。沿道は軒提灯や金屏風で飾り立てられ、桟敷や毛氈をしつらえて見物客を招き、夜通しの酒宴を催し行列の始まる夜明けを待った。
6月15日未明から、山王祭の山車行列が出発した。町内より山下御門を入り、日比谷御門の御堀端沿いに進んで桜田門の前で左に折れ、南番付坂を登って山王社の前で右に折れて御堀端通りに出る。半蔵門から城内に入り上覧を行ったのち、竹橋門を出て大手前の屋敷に沿って常盤橋御門を出る。ここで練り物は解散して神輿だけの行列となり、本町から十軒店、本石町、鉄砲町、大伝馬町、田所町、掘留、小網町と進み、茅場町から御旅所へと至る。御旅所で奉幣し、神饌を奉じたのちに青物町、尾張町、山下町と進み、山下御門から元の道筋を通って本社に還幸した。

### 江戸時代の山王祭の山車行列

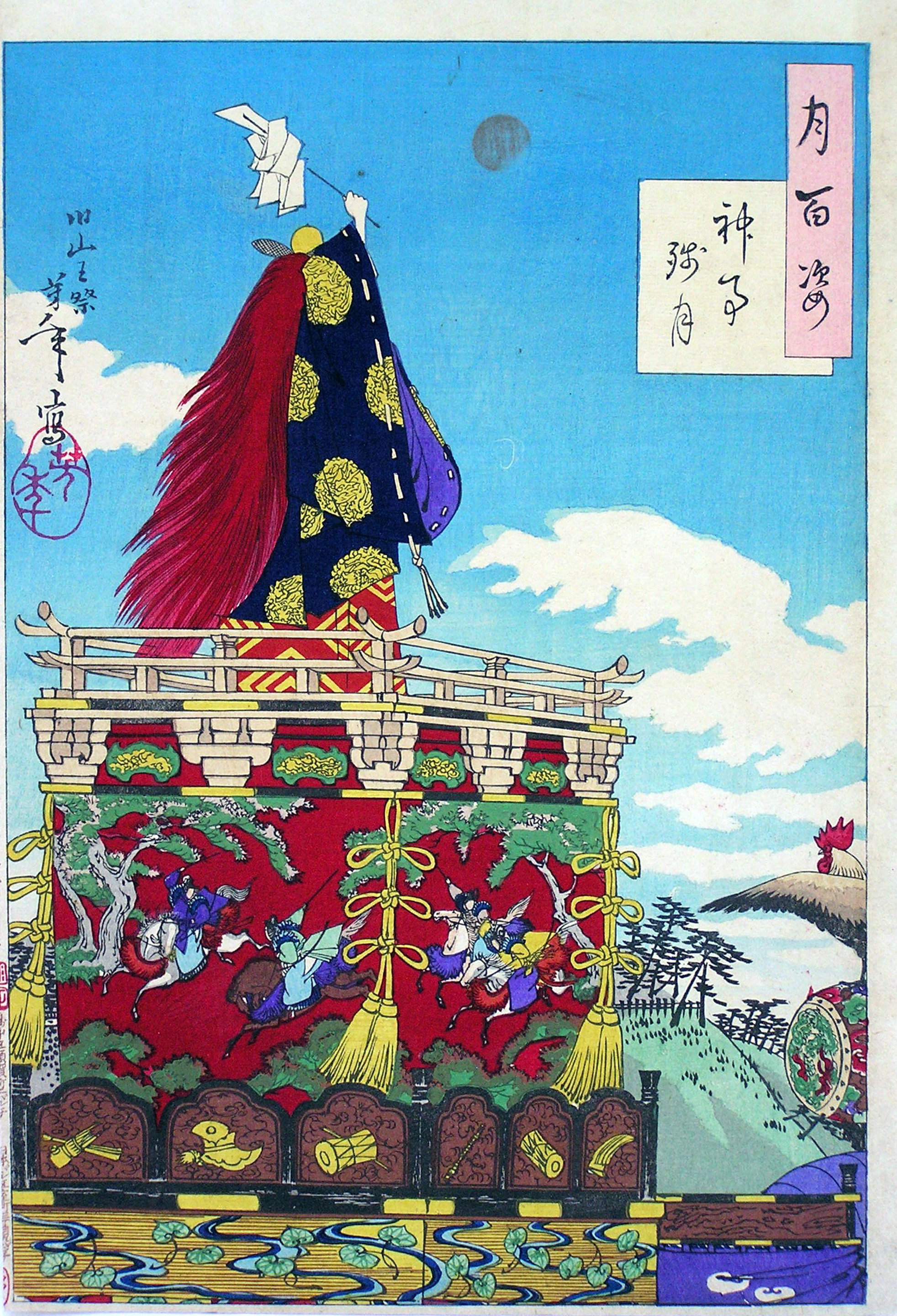
「月百姿　神事残月」　江戸時代の山王祭の様子を描いたもの。明治19年（1886年）、月岡芳年筆。画面奥に見える土手は江戸城で、山車練り物とそれに続く神輿3基の行列が城内に繰り込むところ。画面手前左に描かれる山車は十番・加茂能人形の山車で、右奥にあるのが一番・諌鼓鶏の吹貫の山車である。画面からは見えないが、当時の山車はいずれも牛が曳いた。なお加茂能人形の山車は関東大震災で焼失したが、昭和30年（1955年）に復元製作され、現在は神田祭において神田明神境内に飾られている。

以下は江戸時代神幸祭の行列に加わった山車の一覧で、当時の行列は大榊を先頭にして、次に各町の山車、練り物、その次に神輿3基を中心とする行列が続くというものであった。この山車行列の内容は文久2年の時のものである。山車の次にある町名はその山車を出した当時の氏子町で、括弧内はその町域に相当する現在地名。
- 一番 諌鼓鶏の吹貫の山車 ： 大伝馬町（日本橋大伝馬町一〜二丁目及び六丁目、日本橋本町二〜三丁目、日本橋堀留町一丁目）
- 二番 幣猿の吹貫の山車 ： 南伝馬町（京橋一〜三丁目）
- 三番 傘鉾6本　女猿・太鼓打ち人形・神功皇后・馬乗り人形・八幡太郎・鐘馗 ： 麹町十二丁分（麹町一〜六丁目、四谷一〜二丁目）・平河町一〜三丁目（平河町一〜二丁目）・山元町（麹町一〜四丁目）
- 四番 剣に水車の吹貫の山車 ： 山王町（銀座八丁目）・南大坂町（銀座八丁目）・丸屋町（銀座八丁目）
- 五番 小舟町（日本橋小舟町）・堀留町二丁分（日本橋堀留町一〜二丁目）・堀江町（日本橋小舟町、日本橋小網町）※これらの町は山王社に御初穂を納めるのみで、実際に山車練り物を出すことはなかったという。
- 六番 松に羽衣漁夫の山車： 桶町（八重洲二丁目、京橋二丁目）
- 七番 弁財天の山車 ： 本銀町四丁分（日本橋本石町四丁目、日本橋室町四丁目）・岩附町（日本橋本町三丁目）・本革屋町（日本橋本石町二丁目、日本橋室町二丁目）・金吹町（日本橋本石町三丁目）
- 八番 春日龍神の山車 ： 品川町裏河岸（日本橋室町一丁目）・品川町（日本橋室町一丁目）・北鞘町（日本橋本石町一丁目）・本両替町（日本橋本石町一丁目）・駿河町（日本橋室町一丁目）
- 九番 静御前の山車 ： 瀬戸物町（日本橋室町一〜二丁目、日本橋本町一〜二丁目）・本小田原町一〜二丁目（日本橋本町一丁目）・伊勢町（日本橋本町二丁目）
- 十番 加茂能人形の山車： 室町三丁分（日本橋室町一〜二丁目）・本町三丁目裏河岸（日本橋室町二丁目）・本船町（日本橋本町一丁目、日本橋室町一丁目）・安針町（日本橋室町一丁目、日本橋本町一丁目）
- 十一番 石台に牡丹の山車 ： 本石町四丁分（日本橋本石町三〜四丁目、日本橋室町三〜四丁目、日本橋本町三〜四丁目）・本石町十軒店（日本橋室町三丁目）
- 十二番 武内宿祢の山車 ： 西河岸町（八重洲一丁目、日本橋一丁目）
- 十三番 天照大神の山車 ： 新革屋町（内神田二丁目、鍛冶町一丁目）・新石町（内神田三丁目）・元乗物町（鍛冶町一丁目、神田北乗物町）・本銀町四丁分（日本橋本石町四丁目、日本橋室町四丁目）
- 十四番 石台に牡丹の山車・武蔵野の山車 ： 鍛冶町（鍛冶町二〜三丁目）・鍋町（鍛冶町三丁目）
- 十五番 石台に牡丹の山車 ： 須田町一〜二丁目（神田須田町一丁目）・新石町（内神田三丁目）・連雀町（神田須田町一丁目）
- 十六番 武蔵野の山車 ： 三河町一丁目（内神田一丁目）・鎌倉町（内神田二丁目）
- 十七番 網打ち人形の山車 ： 小網町（日本橋小網町）
- 十八番 日の出松に鶴の山車 ： 新材木町（日本橋堀留町一丁目）
- 十九番 武蔵野の山車 ： 新乗物町（日本橋堀留町一丁目）
- 二十番 月に薄の山車 ： 住吉町（日本橋人形町二〜三丁目）・住吉町裏河岸（日本橋人形町二丁目）・難波町（日本橋人形町二丁目、日本橋富沢町）・難波町裏河岸（日本橋人形町二丁目）・高砂町（日本橋富沢町）・猿若町一〜二丁目（浅草六丁目）
- 二十一番 羅陵王の山車 ： 田所町（日本橋堀留町二丁目）・通油町（日本橋大伝馬町）・新大坂町（日本橋富沢町）
- 二十二番 武蔵野の山車 ： 冨沢町（日本橋富沢町）・長谷川町（日本橋堀留町二丁目）
- 二十三番 分銅に槌の鉾2本 ： 銀座〈新両替町〉（銀座一〜四丁目）
- 二十四番 神功皇后の山車 ： 通四丁分（日本橋一〜三丁目）・呉服町（日本橋二丁目、八重洲一丁目）・元大工町（八重洲一丁目、日本橋二丁目）
- 二十五番 玉の井龍神の山車・石橋能人形の山車 ： 檜物町（八重洲一丁目、日本橋三丁目）・上槙町（八重洲一丁目、日本橋三丁目）
- 二十六番 棟上人形の山車 ： 本材木町一〜四丁目（日本橋一〜三丁目）
- 二十七番 日本武尊の山車・浦島人形の山車 ： 万町（日本橋一丁目）・元四日市町（日本橋一丁目）・青物町（日本橋一丁目）・佐内町（日本橋二丁目）
- 二十八番 大鋸の山車・蓬莱の山車 ： 大鋸町（京橋一丁目）・本材木町五〜七丁目（京橋一〜三丁目）
- 二十九番 茶筅茶杓の山車 ： 呉服橋二丁分（八重洲一丁目）・長崎町（新川一丁目）・霊岸島町（新川一丁目）・東湊町二丁分（新川二丁目）
- 三十番 鯨船の山車 ： 川瀬石町（日本橋二丁目）・小松町（日本橋二丁目）・音羽町（日本橋一丁目）・平松町（日本橋二丁目）・榑正町（日本橋三丁目）・新右衛門町（日本橋二丁目）・南油町（日本橋二丁目）
- 三十一番 佐々木四郎高綱の山車 ： 箔屋町（日本橋三丁目）・岩倉町（日本橋三丁目）・下槙町（日本橋三丁目）・福嶋町（日本橋三丁目）
- 三十二番 神功皇后の山車 ： 本八丁堀五丁分（八丁堀三〜四丁目）
- 三十三番 静御前の山車 ： 本湊町（湊二丁目）
- 三十四番 武蔵野の山車 ： 西紺屋町（銀座二〜四丁目）・弓町（銀座二丁目）・南紺屋町（銀座一丁目）
- 三十五番 武蔵野の山車 ： 芝口一丁目（新橋一丁目）・出雲町（銀座八丁目）・竹川町（銀座七丁目）
- 三十六番 斧に鎌の山車 ： 新肴町（銀座三丁目）・弥左衛門町（銀座四丁目）
- 三十七番 源頼義の山車 ： 柳町（京橋三丁目）・本材木町八丁目（京橋三丁目）・具足町（京橋三丁目）・京橋水谷町（銀座一丁目）
- 三十八番 武蔵野の山車 ：山下町（銀座五〜六丁目）・南鍋町（銀座五〜六丁目）
- 三十九番 茶臼挽き人形の山車 ： 数奇屋町（八重洲一丁目、日本橋二丁目）
- 四十番 八乙女の山車 ： 南新堀町（新川一丁目）・北新堀町（日本橋箱崎町）・大川端町（新川一丁目）・箱崎町一丁目（日本橋箱崎町）・霊岸島塩町（新川一丁目）・霊岸島四日市町（新川一丁目）
- 四十一番 武蔵野の山車 ： 五郎兵衛町（八重洲二丁目）・北紺屋町（八重洲二丁目、京橋三丁目）
- 四十二番 武蔵野の山車 ： 元飯田町（九段北一丁目）
- 四十三番 棟上道具の山車 ： 南大工町（八重洲二丁目、京橋二丁目）
- 四十四番 武蔵野の花山車 ： 常磐町（京橋二丁目付近）
- 四十五番 猩々の山車 ： 霊岸島銀町四丁分（新川一〜二丁目）

なおこれら山車のほかに付祭（つけまつり）と称するものが出た。各町が出す山車は上で見られるように、ある程度内容が決まっていたが、付祭はそれ以外の出し物のことを言い、踊り屋台という長唄や常磐津節などの音曲を伴った移動式舞台ともいえるものや、趣向を凝らした曳き物（人の手でひく車が付いた大きな飾り物）、造花や毛氈で飾った駕籠に化粧した童子・町娘を乗せた花駕籠、また仮装行列のようなものもあり、中でも麹町他からの唐人衣裳の行列を伴った白い象の作り物は度々出され、評判を取ったという。これら付祭は氏子町の中で当番を決めて行われた。

## ギャラリー
- 山王祭 神輿宮入（2010年6月撮影）
- 山王祭 神輿宮入（2010年6月撮影）
- 山王祭 神輿宮入（2010年6月撮影）
- 山王祭 神輿宮入（2010年6月撮影）
- 山王祭 神輿宮入（2010年6月撮影）
- 山王祭 神輿宮入（2010年6月撮影）
- 山王祭 神輿宮入（2010年6月撮影）
- 山王祭 神輿宮入（2010年6月撮影）
- 山王祭 神輿宮入（2010年6月撮影）

## 関連文献
- 斎藤長秋 編「巻之一 天枢之部 山王祭」『江戸名所図会』 一、有朋堂書店〈有朋堂文庫〉、1927年、150-155頁。NDLJP:1174130/81。